# Motyle Islandii
Motyle Islandii, lepidopterofauna Islandii – ogół taksonów owadów z rzędu motyli (Lepidoptera), których występowanie stwierdzono na terenie Islandii.

## Glossata:motyle różnoskrzydłe(Heteroneura)

### Barczatkowate(Lasiocampidae)
Z Islandii wykazano:
- Lasiocampa quercus – barczatka dębówka

### Bielinkowate(Pieridae)
Z Islandii wykazano:
- Pieris brassicae – bielinek kapustnik
- Pieris napi – bielinek bytomkowiec
- Pieris rapae – bielinek rzepnik

### Drążelowate(Momphidae)
Z Islandii wykazano:
- Mompha conturbatella

### Miernikowcowate(Geometridae)
Z Islandii wykazano:
- Dysstroma citrata – paśnik cytryniak
- Entephria caesiata
- Entephria flavicinctata
- Erannis defoliaria – zimowek ogołotniak
- Eupithecia nanata – grotnik malczyk
- Eupithecia plumbeolata – grotnik ołowniczak
- Eupithecia pusillata – grotnik jałowczak
- Eupithecia satyrata – grotnik satyrek
- Hydriomena furcata – paśnik widliczak
- Nycterosea obstipata – paśnik pochyłek
- Operophtera brumata – piędzik przedzimek
- Perizoma alchemillata – peryzoma przywrotnica
- Perizoma blandiata – peryzoma półpaska
- Rheumaptera subhastata
- Xanthorhoe designata islandicaria – paśnik znacznik
- Xanthorhoe fluctuata – paśnik chrzaniak

### Molowate(Tineidae)
Z Islandii wykazano:
- Monopis laevigella
- Nemapogon variatella
- Tinea translucens
- Tineola bisselliella – mól włosienniczek

### Mrocznicowate(Erebidae)

#### Brudnicowate(Lymantriinae)
Z Islandii wykazano:
- Orgyia antiqua – znamionówka starka

#### Erebinae
Z Islandii wykazano:
- Catocala fraxini – wstęgówka jesionka

#### Niedźwiedziówkowate(Arctiinae)
Z Islandii wykazano:
- Antichloris viridis
- Phragmatobia fuliginosa – sadzanka rumienica
- Tyria jacobaeae – proporzyca marzymłódka

### Omacnicowate(Pyralidae)
Z Islandii wykazano:
- Ectomyleois ceratoniae
- Ephestia elutella – mklik próchniczek
- Ephestia kuehniella – mklik mączny
- Plodia interpunctella – omacnica spichrzanka
- Pyla fusca

### Piórolotkowate(Pterophoridae)
Z Islandii wykazano:
- Emmelina monodactyla – piórolotek zwyczajny
- Stenoptilla islandica

### Płożkowate(Oecophoridae)
Z Islandii wykazano:
- Endrosis sarcitrella
- Hofmannophila pseudospretella

### Pochwikowate(Coleophoridae)
Z Islandii wykazano:
- Coleophora albidella
- Coleophora alticolella

### Rusałkowate(Nymphalidae)
Z Islandii wykazano:
- Aglais urticae – rusałka pokrzywnik
- Inachis io – rusałka pawik
- Nymphalis antiopa – rusałka żałobnik
- Vanessa atalanta – rusałka admirał
- Vanessa cardui – rusałka osetnik
- Vanessa virginiensis

### Skośnikowate(Gelechiidae)
Z Islandii wykazano:
- Bryotropha similis
- Gnorimoschema streliciella
- Scrobipalpa atriplicella
- Scrobipalpa samadensis plantaginella

### Sówkowate(Noctuidae)

#### Błyszczki(Plusiinae)
Z Islandii wykazano:
- Autographa gamma – błyszczka jarzynówka
- Syngrapha interrogationis – błyszczka borówczanka

#### Noctuinae
Z Islandii wykazano:
- Agrochola circellaris – źrenicówka rudawka
- Agrotis ipsilon – rolnica gwoździówka
- Apamea zeta exulis
- Caradrina clavipalpis – światłówka izdebnica
- Ceramica pisi – piętnówka grochówka
- Cerapteryx graminis – kosiczka łąkowa
- Diarsia mendica
- Eurois occulta
- Eupsilia transversa – zimiczka bukówka
- Euxoa islandica
- Luperina zollikoferi
- Mniotype adusta
- Mythimna unipuncta
- Noctua pronuba – rolnica tasiemka
- Parastichtis suspecta
- Peridroma saucia
- Phlogophora meticulosa – krokiewka lękliwica
- Rhizedra lutosa – badylica żółtaczka
- Rhyacia quadrangula
- Standfussiana lucernea
- Xestia stigmatica
- Xylena exsoleta – błędnica trzaska
- Xylena vetusta – błędnica butwica

### Tantnisiowate(Plutellidae)
Z Islandii wykazano:
- Plutella xylostella – tantniś krzyżowiaczek
- Rhigognostis senilella

### Wachlarzykowate(Crambidae)
Z Islandii wykazano:
- Crambus pascuella – wachlarzyk pastwiskowy
- Gesneria centuriella
- Nomophila noctuella – pielgrzymka jesienka
- Udea ferrugalis

### Ypsolophidae
Z Islandii wykazano:
- Glyphipterix simplicella

### Zawisakowate(Sphingidae)
Z Islandii wykazano:
- Acherontia atropos – zmierzchnica trupia główka
- Agrius convolvuli – zawisak powojowiec
- Hyles gallii – zmrocznik przytuliak
- Macroglossum stellatarum – fruczak gołąbek

### Zwójkowate(Tortricidae)
Z Islandii wykazano:
- Acleris maccana
- Acleris notana
- Apotomis sororculana
- Cochylis dubitana islandicana
- Cydia doshaisiana
- Eana osseana
- Epinotia caprana
- Epinotia semifuscana
- Lobesia littoralis